# Вернер, Ян
Ян Вернер (пол. Jan Werner; 25 июля 1946, Бжезины, ПНР — 21 сентября 2014, Варшава, Польша) — польский легкоатлет, серебряный призер летних Олимпийских игр в Монреале (1976) в эстафете 4×400 м, многократный чемпион и призер первенств Европы.

## Спортивная карьера
Представлял клуб AZS Warszawa. Становился трехкратным чемпионом Польши на дистанции 200 м (1967, 1969 и 1971) и четырехкратным — на 400-метровке (1968, 1970, 1971 и 1976).
Его первым крупным международным турниром стал чемпионат Европы в Будапеште (1966), где на дистанции 200 м он был четвертым (21,1 сек.). Затем он, стартовав на первом этапе, стал чемпионом в эстафете 4×400 метров с новым национальным рекордом (3.04,5 мин.). На следующем континентальном первенстве в Мадриде (1968) вновь выиграл золото в эстафете.
На летних Олимпийских играх в Мехико (1968) польская эстафетная команда стала четвертой с результатом 3.00,58 мин. В личном зачете не смог преодолеть полуфинальный рубеж.
На чемпионате Европы в помещении в Белграде (1969) стал серебряным призером на дистанции 400 м и чемпионом в эстафете. На летнем первенстве в Афинах в том же году стал чемпионом в личном зачете и был четвертым в эстафете. На континентальном первенстве в Вене (1970) в составе эстафеты стал вторым после команды из Советского Союза, а через год в Софии — чемпионом с результатом 3.11,1 мин. На летних соревнованиях в Хельсинки (1971) выиграл серебро в составе эстафетной команды и бронзу в личном зачете.
На чемпионате Европы в помещении в Гренобле (1972) сборная Польши, за которую он выступал, вновь завоевала золото. На летней Олимпиаде в Мюнхене в том же году в индивидуальных соревнованиях остановился на стадии полуфинала, а в эстафете был пятым. В том же году принял решение больше не выступать на европейских первенствах в помещении.
Уже на закате своей спортивной карьеры, на летних Олимпийских играх в Монреале (1976) установил личный рекорд в полуфинальном забеге (45,44), заняв в итоге восьмое место в финале и завоевал серебряную медаль в эстафете 4×400 м с результатом 3.01,43 мин.